# Viktor Elm
Viktor Elm (ur. 13 listopada 1985 w Kalmarze) – szwedzki piłkarz grający na pozycji defensywnego pomocnika. Jest bratem Davida i Rasmusa Elma.

## Kariera klubowa
Karierę piłkarską Elm rozpoczynał w amatorskim klubie Johansfors IF, a następnie trenował także w juniorach Nybro IF. Potem trafił do Falkenbergs FF i w 2004 roku zadebiutował w jego barwach w drugiej lidze szwedzkiej. W 2005 roku był podstawowym zawodnikiem tej drużyny i zdobył dla niej 8 bramek w lidze.
W 2006 roku Elm przeszedł do Kalmar FF, grającego w pierwszej lidze, w której zaczął występować wraz z braćmi Davidem i Rasmusem. W lidze swój debiut zaliczył 9 kwietnia w zremisowanym 2:2 meczu z Gefle IF. Z kolei pierwszą bramkę zdobył 7 maja w spotkaniu z Hammarby IF (4:1). W 2007 roku został z Kalmar wicemistrzem Szwecji, a także sięgnął po Puchar Szwecji. Z kolei w 2008 roku przyczynił się do wywalczenia pierwszego w historii klubu mistrzostwa kraju. Z 15 golami był drugim najlepszym strzelcem Kalmar po Patriku Ingelstenie (19 goli). Łącznie w barwach Kalmar rozegrał 77 meczów, w których strzelił 24 bramki.
Na początku 2009 roku Elm przeszedł wraz z Ingelstenem do holenderskiego SC Heerenveen. W Eredivisie zadebiutował 16 stycznia w wygranym 3:1 meczu z Feyenoordem.
W 2015 roku Elm wrócił do Kalmar FF.
| Sezon   | Klub           | Kraj     | Rozgrywki   | Mecze | Bramki |
| ------- | -------------- | -------- | ----------- | ----- | ------ |
| 2004    | Falkenbergs FF | Szwecja  | Superettan  | 4     | 0      |
| 2005    | Falkenbergs FF | Szwecja  | Superettan  | 28    | 8      |
| 2006    | Kalmar FF      | Szwecja  | Allsvenskan | 24    | 5      |
| 2007    | Kalmar FF      | Szwecja  | Allsvenskan | 24    | 4      |
| 2008    | Kalmar FF      | Szwecja  | Allsvenskan | 30    | 15     |
| 2008/09 | SC Heerenveen  | Holandia | Eredivisie  | 12    | 4      |
| 2009/10 | SC Heerenveen  | Holandia | Eredivisie  | 28    | 5      |
| 2010/11 | SC Heerenveen  | Holandia | Eredivisie  | 29    | 3      |
| 2011/12 | SC Heerenveen  | Holandia | Eredivisie  | 33    | 3      |
| 2012/13 | AZ Alkmaar     | Holandia | Eredivisie  | 30    | 3      |
| 2013/14 | AZ Alkmaar     | Holandia | Eredivisie  | 30    | 3      |
| 2014/15 | AZ Alkmaar     | Holandia | Eredivisie  | 20    | 0      |
| 2015    | Kalmar FF      | Szwecja  | Allsvenskan |       |        |

## Kariera reprezentacyjna
24 maja 2006 Elm zadebiutował w młodzieżowej reprezentacji Szwecji U-21 wygranym 3:1 meczu z Polską, a łącznie rozegrał w niej dwa mecze. Z kolei w pierwszej reprezentacji swój debiut zaliczył 19 stycznia 2008 w przegranym 0:2 towarzyskim spotkaniu ze Stanami Zjednoczonymi.